# The Sky’s Gone Out
The Sky’s Gone Out – trzeci album studyjny angielskiej grupy rockowej Bauhaus, wydany w 1982 roku z numerem katalogowym BEGA 42 nakładem Beggars Banquet Records.

## Lista utworów
Opracowano na podstawie materiału źródłowego.
Wydanie LP
Strona A
| Nr | Tytuł utworu          | Muzyka    | Długość |
| -- | --------------------- | --------- | ------- |
| 1. | „Third Uncle”         | Brian Eno | 5:18    |
| 2. | „Silent Hedges”       | Bauhaus   | 3:12    |
| 3. | „In the Night”        | Bauhaus   | 3:06    |
| 4. | „Swing the Heartache” | Bauhaus   | 5:54    |
| 5. | „Spirit”              | Bauhaus   | 5:34    |
|    |                       |           | 23:04   |

Strona B
| Nr | Tytuł utworu                        | Muzyka  | Długość |
| -- | ----------------------------------- | ------- | ------- |
| 1. | „The Three Shadows, Part I”         | Bauhaus | 4:23    |
| 2. | „The Three Shadows, Part II”        | Bauhaus | 3:10    |
| 3. | „The Three Shadows, Part III”       | Bauhaus | 1:36    |
| 4. | „All We Ever Wanted Was Everything” | Bauhaus | 3:52    |
| 5. | „Exquisite Corpse”                  | Bauhaus | 5:38    |
|    |                                     |         | 18:39   |

Utwory dodatkowe na CD
| Nr | Tytuł utworu              | Muzyka      | Długość |
| -- | ------------------------- | ----------- | ------- |
| 1. | „Ziggy Stardust”          | David Bowie | 3:13    |
| 2. | „Party of the First Part” | Bauhaus     | 5:27    |
| 3. | „Spirit”                  | Bauhaus     | 3:45    |
| 4. | „Watch That Grandad Go”   | Bauhaus     | 5:40    |
|    |                           |             | 18:05   |

## Twórcy
Opracowano na podstawie materiału źródłowego.
Muzycy:
- Peter Murphy – śpiew, gitara
- Daniel Ash – gitara
- David J – gitara basowa
- Kevin Haskins – perkusja; kongi (w Third Uncle)